# جوني تي جونسون
جوني تي جونسون (بالإنجليزية: Joni T. Johnson)‏ هي رسامة أمريكية، ولدت في 20 مايو 1934 في سوايزي في الولايات المتحدة، وتوفيت في 1988 في إنديانابوليس في الولايات المتحدة.